# 1446 Sillanpää
1446 Sillanpää là một tiểu hành tinh vành đai chính với chu kỳ quỹ đạo là 1229.4888810 ngày (3.37 năm).
Tiểu hành tinh được phát hiện ngày 26 tháng 1 năm 1938.